# Esjtan
Esjtan (Eštan, Engels: Eshtan) of Estan (Hettitisch: Ištanu; Hurritisch: Šimegi) was in de Hettitische mythologie de zonnegod, de gemaal van Wurushemu. Esjtan werd opgevolgd door de latere Simige. Van oorsprong gaat het om een Hattische godheid. 
Esjtan diende volgens een Hettitisch gebed van de priester Kantuzzili als "orakelpriester". De adelaar werd als boodschapper van Esjtan beschouwd en door hem uitgestuurd om Telepinu te zoeken. Esjtan moest buigen voor de godenvijand Ušḫuni (Zilver), wanneer deze hem uit de hemel hield. Ook ontdekt hij tot zijn grote schrik de steenreus Ullikummi en brengt Tarḫun van diens bestaan op de hoogte. In de Hurritisch-Hettitische "Vertelling van Slecht en Rechtvaardig" trad de Zonnegod op als rechter (zoals zijn Mesopotamische tegenhanger Sjamasj. Esjtan werd ook door de Zeegod ontvoerd en moest daarop door Telipinu worden gered.